# Valdevan Noventa
José Valdevan de Jesus Santos (Estância, 20 de junho de 1969) é um sindicalista e político brasileiro filiado ao PL. Foi presidente do Sindicato dos Motoristas e Trabalhadores em Transporte Rodoviário Urbano de São Paulo (SindMotoristas).

## Sindicalismo
Valdevan é presidente do Sindicato dos Motoristas e Trabalhadores em Transporte Rodoviário Urbano de São Paulo (SindMotoristas), cargo do qual esteve licenciado enquanto exercia carreira política.
Foi afastado do SindMotoristas em agosto de 2022, por determinação da Justiça, após acusações de corrupção.

## Política
Em 2018, foi eleito deputado federal por Sergipe, com 45.472 votos.
Em maio de 2020, teve seu mandato cassado pelo Tribunal Regional Eleitoral de Sergipe, por incompatibilidade do perfil socioeconômico de 86 doações que totalizaram R$ 90.300 logo após o deputado ser eleito; isso seria correspondente a 25% do valor total arrecadado oficialmente pela campanha, e contando com aliciamento. Teriam circulado, de forma não declarada, cerca de R$ 513 mil adicionais, além de indícios de ocorrência de caixa 2, o que, segundo o Ministério Público Eleitoral, configurou abuso de poder econômico, parecer confirmado por unanimidade pelos membros da corte. O deputado ainda pôde recorrer ao TSE.
Uma vez tendo recorrido, o TSE manteve, também por unanimidade, o parecer da corte estadual e Valdevan perdeu o mandato definitivamente em abril de 2022.